# Hey! Baby
 (juin 2012).
Si vous disposez d'ouvrages ou d'articles de référence ou si vous connaissez des sites web de qualité traitant du thème abordé ici, merci de compléter l'article en donnant les références utiles à sa vérifiabilité et en les liant à la section « Notes et références ».
Pour les articles homonymes, voir Hey Baby.
Hey! Baby est une chanson écrite et interprétée par Bruce Channel, sortie en décembre 1961.

## Version originale de Bruce Channel
La chanson est un tube qui reste 3 semaines en tête du Billboard Hot 100. Au Royaume-Uni, le titre atteint la seconde position du classement.
La partie d'harmonica est interprétée par le joueur country Delbert McClinton tandis que Bruce Channel s'occupe du chant[réf. nécessaire].

## Version de Anne Murray
En 1982, la chanteuse canadienne de country Anne Murray atteint la 7e position du classement Hot Country et la 26e place du classement Adult Contemporary.

## Version de DJ Ötzi
En 2000, une reprise de ce tube est réalisée par l'autrichien DJ Ötzi et se classe numéro un au Royaume-Uni.

### Liste des pistes
CD Maxi-single (Europe, 2000)
1. Hey Baby (Uhh, Ahh) (Radio Mix) - 3:36
2. Hey Baby (Uhh, Ahh) (Club Mix) - 4:15
3. Uh! Ah! - 3:38

### Classement par pays
| Classement (2000-2002)                    | Meilleure position |
| ----------------------------------------- | ------------------ |
| Australie (ARIA))                         | 1                  |
| Autriche (Ö3 Austria Top 40)              | 4                  |
| Danemark (IFPI)                           | 2                  |
| Allemagne (Media Control Charts)          | 11                 |
| Irlande (IRMA)                            | 1                  |
| Pays-Bas (Mega Top 100)                   | 65                 |
| Norvège (VG-lista)                        | 9                  |
| Suède (Sverigetopplistan)                 | 3                  |
| Royaume-Uni (The Official Charts Company) | 1                  |